# Büyük Toraman, Felahiye
Büyük Toraman là một xã thuộc huyện Felahiye, tỉnh Kayseri, Thổ Nhĩ Kỳ. Dân số thời điểm năm 2008 là 2.073 người.